# Centromerus corsicus
Espèce
Synonymes
- Porrhomma corsicum Simon, 1910

Centromerus corsicus est une espèce d'araignées aranéomorphes de la famille des Linyphiidae.

## Distribution
Cette espèce est endémique de Corse en France.

## Description
La femelle holotype mesure 3 mm.

## Étymologie
Son nom d'espèce lui a été donné en référence au lieu de sa découverte, la Corse.

## Publication originale
- Simon, 1910 : Araneae et Opiliones (Seconde Série). Biospeologica. XV. Archives de zoologie expérimentale et générale, sér. 5, vol. 5, no 2, p. 49-66 (texte intégral).